# Gonzalo Ariza
Gonzalo Ariza Vélez (Bogotá, 3 de octubre de 1912 - Bogotá, 10 de junio de 1995) fue un artista colombiano.

## Biografía

### Infancia y primeros años de formación (1912-1936)
Gonzalo Ariza Vélez nació el 3 de octubre de 1912 en Bogotá. Su padre, Aristides Ariza Moreno, fue un reconocido fotógrafo de la ciudad: fundador de la “Foto Ariza”, realizó las primeras fotografías de la cédula de ciudadanía en Bogotá, además de fotografías urbanas e históricas, postales con composiciones de poetas colombianos y retratos artísticos. Su madre, María Vélez Montgomery, lo impulsó a desarrollar su talento artístico desde su más tierna infancia. Ariza cursó sus estudios de primaria y secundaria en el colegio de los hermanos franceses de La Salle, en el barrio de La Candelaria, en el centro de Bogotá. Desde temprana edad colaboró con la actividad de su padre dibujando composiciones para los telones de fondo utilizados en los retratos fotográficos. A los doce años obtuvo su primer reconocimiento artístico en un concurso de dibujo, figurando en el diario colombiano “Mundo al día”.
En el año 1931 ingresó a la Escuela Colombiana de Bellas Artes, en donde cursó su primer periodo de formación artística y entró en contacto con las corrientes de vanguardia que desde Europa lanzaban su grito de ruptura con la tradición del siglo XIX. La academia, sin embargo, se reveló a ojos del joven Ariza como una institución portadora de una actitud acrítica de emulación de las tendencias europeas, en la que la pregunta por la definición y la expresión de la identidad cultural y artística nacional y latinoamericana no tenía cabida. Y era este, justamente, el gran interrogante que comenzaba a presentarse en su búsqueda pictórica: ¿cuáles podían ser los temas, las técnicas y los horizontes de un arte propio, auténtico, contra la indiscriminada importación de modelos europeos?
Entrando plenamente en el diálogo cultural de los años 1920 y 30 del siglo XX en Latinoamérica, Ariza encontró una primera respuesta en el indigenismo y en la pintura social marcada por la obra gráfica de José Guadalupe Posada y del movimiento muralista mexicano, con figuras como Diego Rivera y José Clemente Orozco. Bajo esta primera influencia y utilizando la técnica del grabado en linóleo, realizó en 1935 las 24 ilustraciones de la novela Mancha de aceite de César Uribe Piedrahíta en las que, con fuertes trazos contrastados, los personajes exhiben sus angulosas fisionomías mestizas e indígenas. Un año más tarde ilustró el libro Presidios de Venezuela. Memorias de secuestrados, junto a Ignacio Gómez Jaramillo, Sergio Trujillo, Alberto Arango y Gomer Medina; y publicó varios grabados en la revista Pan. A pesar de compartir con los artistas del “Grupo Bachué” el interés por las temáticas indigenistas y las referencias locales, el carácter anecdótico y narrativo no fue nunca el motor de su búsqueda pictórica, que rehuía el género del “cuadro de costumbres” y la categoría de lo “exótico”, en busca de una expresión fuertemente enraizada en el referente local, pero de alcance universal. En varias ocasiones rechazó, por este motivo, su adscripción a este grupo, prefiriendo ser vinculado a la tradición pictórica inaugurada por la Comisión Corográfica y por pintores viajeros como Riou y Edward Mark.

### El primer viaje al Japón (1936-1938)
En 1936 el gobierno nacional le concedió una beca para perfeccionar sus estudios artísticos en el exterior. Teniendo la posibilidad de elegir su país de destino, Ariza decidió distanciarse de las metas usuales de los artistas de la época (España, Francia o México), y decidió indicar el Japón como su elección. Estudió grabado en la escuela Koto Kogei Gakko en Tokio, asistiendo con entusiasmo a las clases de los maestros Maeda e Itō. Muy significativo fue el encuentro que tuvo con el reconocido artista Tsuguharu Foujita, que lo acogió en su taller y lo hizo parte de su grupo de estudiantes de acuarela. En el Japón de la preguerra, Ariza, proveniente de un país en el que la cuestión de la identidad cultural era aún un interrogante abierto, se topó con una realidad fuertemente arraigada en sus milenarias tradiciones autóctonas, en la que la apreciación estética no constituía solo una materia de enseñanza del ámbito académico, sino que afloraba transversalmente en todos los estratos de la sociedad y en la totalidad de las actividades humanas: en la ceremonia del té, en el cuidado de los jardines, en los paneles divisorios de las casas… No se hallaba, pues, circunscrita a estrechos círculos de intelectuales y practicantes del oficio, sino que hacía parte de la vida cotidiana. En el profundo sentido estético de la vida propio del pueblo japonés, Ariza halló la manifestación de una concepción del arte que lo perseguía desde sus inicios como artista: la reivindicación del arte como expresión de la identidad cultural de los pueblos. Símbolo de este interés del artista fue la traducción que realizó durante su permanencia en Tokio, del inglés al español, del libro El arte popular japonés, de Soetsu Yanagi. A medida que profundizaba en sus estudios, el joven pintor sentía una creciente afinidad, además, con los preceptos tradicionales del arte japonés, provenientes del sustrato filosófico y espiritual del sintoísmo y del budismo zen. Un inmediato sentimiento de familiaridad surgió, asimismo, en Ariza durante sus visitas a los museos arqueológicos de la ciudad, al apreciar una asombrosa similitud entre las figuras Haniwa y la cerámica precolombina. Guiado, pues, por esta sintonía profunda con la cultura japonesa, decidió asumir los preceptos tradicionales del arte japonés como medios de investigación artística, convencido de que su reelaboración personal de la tradición oriental, después de la formación de corte occidental en Bogotá y enlazada con el hilo de continuidad desde el pasado precolombino hasta el siglo XX, podía constituir una clave fecunda en la búsqueda de su identidad personal como artista, fuertemente radicado en el contexto y en la apuesta por un arte auténticamente latinoamericano.
La influencia de la estética japonesa en su obra no se limitó, pues, a un mero manierismo exterior, bajo forma de “estilo”, sino que correspondió a la resonancia conceptual y espiritual del arte japonés en el pintor bogotano. En particular, se afianzó definitivamente en Ariza durante estos años el interés por la pintura de paisaje, no como “reproducción” o “registro” de la realidad, tal y como la había entendido la academia occidental, sino como trazo o huella, apenas sugerente y necesariamente incompleta, de un proceso de comunión con la existencia universal, de la que el artista participa a través de su intuición. La importancia del vacío como complemento para alcanzar la totalidad, la visión de la obra de arte como fugaz impresión de un mundo transitorio y la búsqueda de la asimetría, la austeridad y la naturalidad se imprimieron de manera indeleble en la conciencia pictórica de Ariza y se concretizarían con incansable vitalidad en su producción pictórica de regreso a Colombia.

### El regreso a Colombia (1939-1954)
La topografía colombiana, con su majestuoso vigor y su intenso cromatismo, impactó profundamente al joven pintor de regreso a Colombia:
“Misty, mistic, misterious, son términos que se usarían con facilidad para describir [...] cualquiera de las fantásticas vistas que se observan al descender de la Sabana de Bogotá. La intensa evaporación de los valles de tierra caliente levanta el vapor convertido en nubes que penetran, casi a ras de tierra, por los boquerones. Es la nubo-selva y entre la niebla se descuelgan los antiguos caminos de herradura que construyeron los indígenas. [...] Cuando predominan los vientos húmedos del Tequendama el paisaje se disuelve en formas insólitas dentro de una atmósfera plateada en que todo parece flotar; unos minutos después las formas recobran su nitidez con el brillo del sol.[...]A la increíble belleza de esa región debo muchos de mis paisajes”.
El resultado de este primer acercamiento al paisaje andino fue una exposición de pinturas en la Sociedad Colombiana de Ingenieros (Bogotá, 1939), seguida por la participación al I y II Salón de Artistas Colombianos (Bogotá, 1940 y 1941). Otras 40 obras viajaron a Manizales, mientras que en 1942 Ariza obtendría el segundo premio en pintura en el III Salón de Artistas Colombianos (Bogotá), con los óleos “Día Frío” y “La Sabana”. Este último cuadro fue adquirido, junto con otro óleo de paisaje urbano, titulado “Bogotá”, por el Museo de Arte Moderno de Nueva York e incluido en la exposición “The Latin American collection of the Museum of Modern Art” en 1943. Ambos cuadros aparecerían más tarde en el número 13, vol. XLIX del 31 de marzo de 1947 de la revista Time.
El año 1943 estuvo marcado también por su participación en el Salón Nacional de Dibujos y Grabados (Bogotá) con obras en diferentes técnicas (dibujo a pincel, aguafuerte, litografía, linóleo y linotipo), después de lo cual se dedicó casi sin excepción al óleo y a la acuarela. En 1944 participó en la exposición anual del Art Institute of Chicago con dos obras. Dos años más tarde, la Biblioteca Nacional acogió una exposición de 35 óleos, en los que prevalecían los paisajes de clima templado. Con su prolífica producción, Ariza se inscribió en el debate artístico de la época, en el que participó en primera persona, escribiendo numerosos artículos para diarios y revistas, entre los que sobresale el ensayo “La pintura en Colombia”. En octubre de 1946 participó en el VII Salón de Artistas Colombianos, en el que obtuvo el segundo diploma de honor por su paisaje “Montaña de la tierra templada”.
A partir de entonces, se sucederían dos monumentales exposiciones: una en la Biblioteca Nacional (1946, 49 óleos y 40 acuarelas, con figura humana) y la otra en el Museo Nacional (1947). En el convulsionado abril de 1948, 28 acuarelas listas para ser expuestas en el VIII Salón de Artistas Colombianos, desaparecerían en medio de los sucesos de orden público en Bogotá, tras la muerte del líder popular Jorge Eliécer Gaitán.
En 1951 el Museo Nacional inauguró una nueva exposición de 35 óleos con paisajes de flora tropical y algunos nocturnos y amaneceres de la zona de La Mesa (Cundinamarca), que coincidió con la participación de Ariza a la Bienal de Madrid con un paisaje y con el óleo “Muchacho con gorro rojo”. El Museo Nacional sería el escenario de otra gran muestra personal un año más tarde, con 40 óleos de paisajes de clima medio.
En diciembre de 1953, junto con Elvira Nieto y Sofía Urrutia, curó en la Biblioteca Nacional una exposición de cerámica popular, con más de 300 piezas realizadas bajo su guía por los campesinos de la zona de La Mesa (Cundinamarca), que fueron objeto, además, de varias acuarelas del pintor. El 24 de mayo de ese mismo año contrajo matrimonio en la pequeña iglesia de Nuestra Señora de La Peña, en los Cerros orientales de Bogotá, con la joven psicóloga y escritora Susana Rubio, madre de sus tres hijos Francisco, María de la Paz y Alfonso.
En 1954 el Banco de la República donó el óleo “Recolección de café” al Metropolitan Museum of Art de Nueva York, en donde reposa aún hoy como parte de la colección del museo. En este mismo año, el cuadro “La Sabana” haría parte, de nuevo, de una exposición en el Museo de Arte Moderno de Nueva York, para celebrar los 25 años de la institución.

### Segundo viaje al Japón y década de los '60’s en Colombia (1955-1970)
Tras haber realizado una cuarta y prolífica exhibición en el Museo Nacional y dos murales en cerámica (uno en el antiguo edificio del diario El Espectador y el otro en el hospital de La Hortúa, en Bogotá), declarándose en contra de la dictadura del general Gustavo Rojas Pinilla en Colombia, tuvo que abandondar el país con su familia, viajando nuevamente al Japón con el cargo de primer secretario encargado de asuntos culturales de la Embajada colombiana. En febrero de 1957 inauguró en la galería Daimaru de Tokio una muestra de 27 paisajes japoneses, siendo el primer artista colombiano en exponer en el Japón obras realizadas allí mismo. Algunos paisajes urbanos, con construcciones y visiones aéreas de Tokio, viajarían el mismo año para exhibirse en el mes de diciembre junto con otros cuadros en el Museo Nacional de Bogotá.
A partir de 1958, de nuevo en Colombia, se sucederían dos exposiciones en el Museo Nacional (1961 – individual; 1963 – colectiva, titulada “El siglo XX y la pintura en Colombia), dos en la Biblioteca Luis Ángel Arango (1962, 1963) y una exposición colectiva itinerante por los Estados Unidos, inaugurada en Fort Lauerdale y titulada “30 pintores colombianos”.
Durante los años 1960, la singularidad de su búsqueda artística, imposible de catalogar en el marco de las tendencias imperantes en la época, lo condujo a hostilidades y choques con la crítica, en especial con la crítica de arte y escritora argentino-colombiana Marta Traba Taín, con la que mantuvo una acérrima diatriba escrita en reconocidos diarios del país. A partir de 1963 Ariza continuó pintando, pero se retiró de los Salones Nacionales y las salas de exposición.

### Regreso a las salas de exposición y últimos años (1970-1995)
En 1973, con la participación en la exhibición “150 años de la Fundación del Museo Nacional”, hizo su retorno a las salas públicas, con un renovado interés por parte de la crítica. Cabe resaltar su inclusión en la exposición “Paisaje 1900 – 1975” llevada a cabo en 1975 en el Museo de Arte Moderno de Bogotá, seguida por la muestra de 33 obras (14 acuarelas y 19 óleos, algunos con dimensión de mural) en la galería del Centro Colombo Americano en 1978. En 1980 fue invitado a inaugurar con 30 pinturas el Salón de exposiciones del Fondo Cultural Cafetero y dos años más tarde el Instituto Colombiano de Cultura le dedicó en el Museo Nacional una monumental retrospectiva, con 171 cuadros de sus diferentes etapas artísticas. Diez años más tarde, el 28 de abril de 1990, se inauguraría en el Museo Fuiji de Tokio otra importante exposición organizada por la Presidencia de la República y titulada “Oro colombiano – gran exhibición cultural”, con 14 obras de gran formato del pintor. En estas décadas destacan también las exhibiciones realizadas con sus tres hijos Francisco, María de la Paz y Alfonso, también artistas, en la Biblioteca Luis Ángel Arango (Bogotá, 1975), en el Salón XX del Banco de Colombia (Bogotá, 1976) en el centro Sun Shine City de Tokio (1981) y en la galería Avianca de Barranquilla (1981).
Numerosas otras prestigiosas salas y galerías colombianas, como la sala Rafael Lema (Manizales, 1977), la galería La Gruta (Bogotá, 1977), la galería El Callejón (Bogotá, 1977 y 1983, exposiciones colectivas) y la galería Alfred Wild (Bogotá, 1987 – “Paisajes”; 1992 – “Ambientes”) hospedaron sus obras durante la última fase de su vida. El pintor falleció en su casa del barrio La Candelaria, en el centro de Bogotá, el 10 de junio de 1995.
Después de su muerte, en el año 1997, la Misión Permanente de Colombia ante la ONU y la Federación Nacional de Cafeteros organizaron una muestra en el Colombian Center de Nueva York, con obras de Ariza de distintas épocas, entre las que se encuentran: “Orquídeas”, “La mesa” (1960), “Río Apulo en San Javier” (1960), “Los helechos” (1970), “Nubes de lluvia”, “Tenasucá” (1980), “Siete cueros en el páramo” (1987) y “Nocturno” (1993).
En 2002 el Museo Nacional realizó una exposición temporal que contó con 14 piezas de Ariza y 10 de otros paisajistas colombianos de finales del siglo XIX y comienzos del XX: Eugenio Peña, Luis Núñez Borda, Ricardo Portocarrero, Ricardo Gómez Campuzano, Coriolano Leudo, Domingo Moreno Otero y Félix María Otálora. Más tarde, en 2012, con motivo de los 100 años del nacimiento del pintor, el Museo de Arte Moderno de Bogotá le dedicó una amplia retrospectiva con más de 50 obras y 20 fotografías en blanco y negro tomadas por el pintor durante su primer viaje al Japón. En 2016-2017 el Museo Nacional realizó con las obras de la colección del Museo una exposición itinerante por Colombia titulada “Ariza, pintor de los Andes”.

## Reconocimientos
- 1985 – Condecoración Kun Santo Zuimoshō del Gobierno de Japón.
- 1987 – Gran premio “Cooperartes” en reconocimiento a la carrera del artista.
- 1990 – Medalla al Mérito “Corporación La Candelaria”, otorgada por el alcalde mayor de Bogotá, Andrés Pastrana Arango.
- 1994 – Condecoración “Cruz de Boyacá” a colombianos ilustres otorgada por el presidente de Colombia César Gaviria.[17]